# Michel Fernandes Bastos
Michel Fernandes Bastos (Pelotas, Rio Grande do Sul, 2 d'agost de 1983) és conegut futbolísticament simplement com a Michel Bastos, és un futbolista brasiler. Actualment és jugador del São Paulo FC.
A l'Olympique Lió hi arribà amb l'estiu del 2009 procedent del Lille OSC.
L'estiu del 2013, després de la seua cessió a Alemanya, va ser traspassat a l'Al-Ain.
Durant el mercat d'hivern del 2014 va ser cedit a la Roma per 1,1 milions d'euros, amb possibilitat de comprar al jugador al final de temporada per 3,5 milions. La seua presentació va ser polèmica per mostrar una bufanda on insultava als seguidors de la SS Lazio.